# Кильдинский саамский язык
Кильди́нский саа́мский язы́к (также кильдин-саамский язык) — один из саамских языков, основной язык саамов России. Распространён в центральной части Кольского полуострова (Мурманская область), где ныне сохранился в основном в селе Ловозеро (ранее был также распространён в ныне не существующих населённых пунктах Воронье и Варзино).
Численность носителей, по данным Всероссийской переписи населения 2010 года, — 353 человека (суммарно для всех саамских языков; на других саамских языках в России говорило: около 20 человек — на колтта-саамском, и два человека — на йоканьгско-саамском). По другим данным, число активных носителей составляет около 100 человек.
Относится к восточной группе саамских языков. Положен в основу литературного языка кольских саамов.

## Классификация

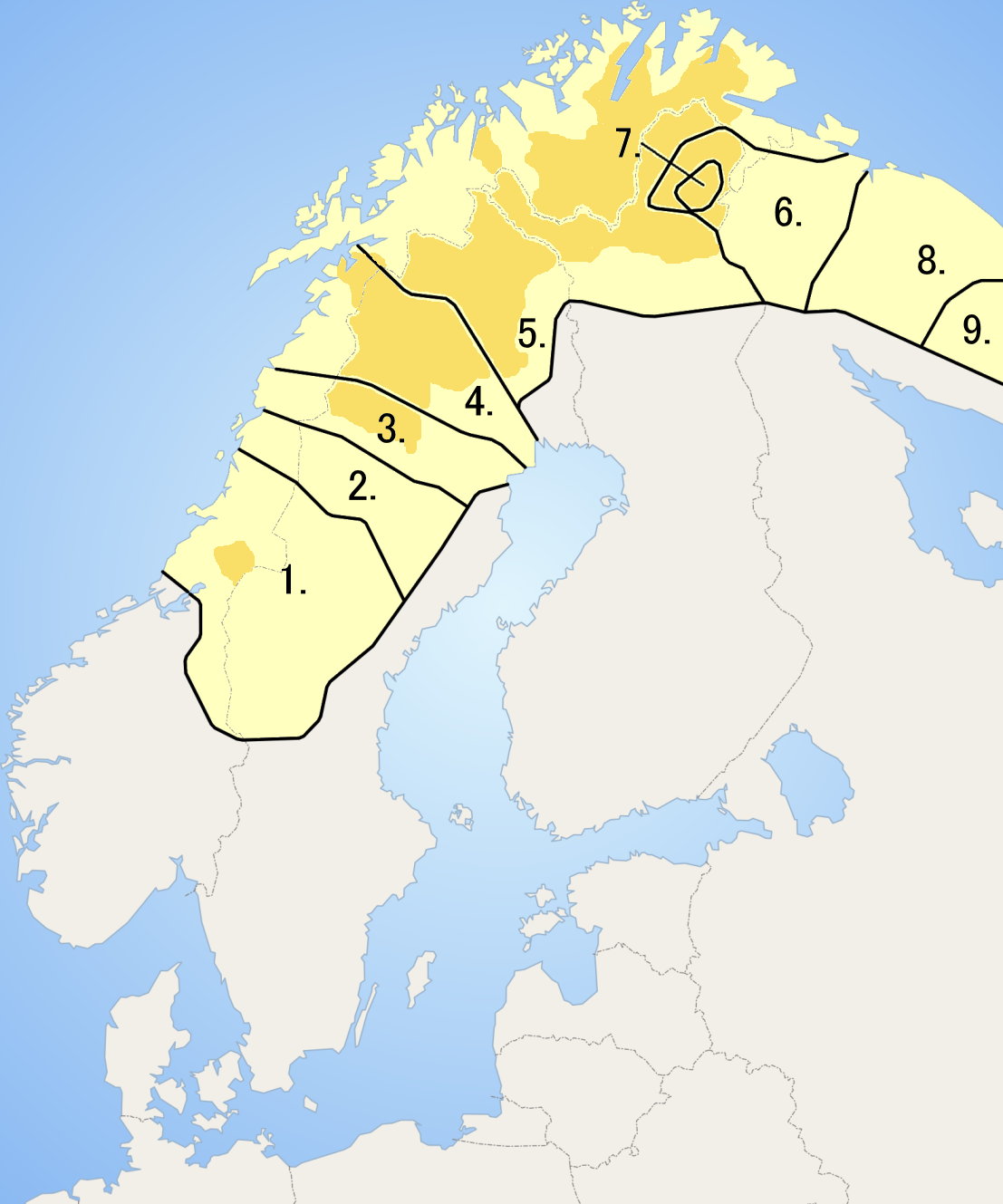
Карта исторически засвидетельствованных территорий распространения ареалов различных современных саамских языков (границы показаны условно, в некоторых регионах одновременно распространены несколько саамских языков): южносаамский (1), уме-саамский (2), пите-саамский (3), луле-саамский (4), северносаамский (5), колтта-саамский (скольт) (6), инари-саамский (7), кильдинский саамский (кольско-саамский) (8), йоканьгско-саамский (терско-саамский) (9).
Более тёмной заливкой показаны муниципалитеты (коммуны, общины), в которых один или несколько саамских языков имеют официальный статус

Вместе с йоканьгским (или терским) саамским кильдинский относится к полуостровной группе восточносаамских языков.
В советской и недавней российской традиции рассматривался как диалект единого саамского языка, относящийся к кольско-саамским диалектам вместе с нотозерским (один из диалектов колтта-саамского языка), йоканьгским и бабинским.

## Современное состояние языка

Саамские языки в России:
Кильдинский

Статус кильдинского саамского по данным Атласа языков мира, находящихся под угрозой исчезновения

В настоящее время (2023 год) кильдинский саамский язык в России изучается как предмет в Ловозерском профессиональном училище и Институте народов Севера РГПУ им. Герцена. В школе как предмет преподаётся только факультативно в начальных классах. В 2022 году в Мурманском арктическом государственном университете (МАГУ) была открыта магистерская программа «Технологии преподавания саамского языка», на которую поступило 5 человек.
В 1993—2000 и 2003—2007 годах в Мурманской области муниципальное Ловозерское радио (с 2003 Кольское саамское радио) вещало около 30—60 минут в неделю на кильдинском саамском языке. С 2003 по 2009 год оно нерегулярно вещало около 25 минут в неделю. Главным диктором и редактором саамских передач была Александра Антонова. Радио закрылось в 2009 году из-за внутренних и экономических проблем. В 2012 году был создан интернет-сайт «Кольское саамское радио», на котором круглосуточно можно было слушать музыку на северносаамском и кильдинском саамском языках и прочитать новости разных русскоязычных СМИ по саамской тематике. На начало июня 2023 года онлайн-радиостанция не действует.
23 ноября 2012 года в Осло на встрече представителей Саамских парламентов российским учёным-филологам Александре Антоновой и Нине Афанасьевой была присуждена премия «Gollegiella» («Золотой язык») за работу по сохранению и развитию кильдинского саамского языка. На соискание этой премии Антонова и Афанасьева были выдвинуты языковым комитетом Саамского парламента Норвегии.
В 2008 году на кильдинском саамском языке был издан сборник произведений Сергея Есенина в переводе Александры Антоновой (книга стала первой публикацией произведений поэта в переводе на саамские языки). В 2013 году была издана книга «Та̄рьенч Кукесьсуххк», в которую вошли три повести Астрид Линдгрен о Пеппи Длинныйчулок; перевод осуществила Александра Антонова на общественных началах, помощь в качестве редактора ей оказывала Элизабет Шеллер, специалист норвежского университета Тромсё. Тираж книги составил одну тысячу экземпляров; он был бесплатно передан в библиотеки, детские сады, школы, общественные организации; некоторое количество книг было передано саамам Норвегии и Финляндии, владеющим кильдинским саамским языком. Книга «Пеппи Длинныйчулок» стала первым прозаическим произведением, полностью переведённым на кильдинский саамский язык.

## Письменность
В 1880—1890-е годы на языке кольских саамов было издано несколько книг; для записи саамского языка использовалась кириллица.
В 1897 году финским лингвистом Арвидом Генетцом с помощью носителей языка на кильдинский саамский были переведены главы 1—22 Евангелия от Матфея (остальное было переведено на ныне вымерший бабинский саамский). Она была напечатана в кириллице Британским и Иностранным Обществом Библии.
В 1933 году для кольских саамов был утверждён новый алфавит, разрабатывавшийся с 1926 года на основе латиницы. В 1937 году он был заменён на кириллицу и вышел новый букварь, но в том же году преподавание на саамском языке в школах прекратилось; многие учёные, занимавшиеся вопросами северных народов, были репрессированы.
В 1979 году был утверждён проект саамского алфавита на основе кириллицы, разработанный А. А. Антоновой в составе исследовательской группы, организованной при Мурманском ОблОНО. В 1982 году из алфавита были убраны буквы ӹ, ӧ, ӱ; в том же году был утверждён доработанный алфавит с двумя новыми знаками — ј и һ, разработанный под руководством Р. Д. Куруч, на котором в 1985 году был издан объёмный саамско-русский словарь. Тем не менее, через некоторое время у Министерства народного просвещения РСФСР возникли претензии по поводу наличия в алфавите «латинских букв», что стало преградой для его использования в школьной практике, и в новом варианте саамского алфавита 1987 года они были заменены на ҋ и апостроф. Последний вариант был рекомендован в качестве нормативного, однако широкого распространения не получил.
По настоящее время устоявшейся единой нормы алфавита кильдинско-саамского языка нет.
Современный алфавит для кильдинского саамского языка (совокупность всех букв, использующихся в разных версиях алфавита в настоящее время):
| А а | Ӓ ӓ | Б б | В в | Г г     | Д д | Е е | Ё ё | Ж ж |
| З з | Һ һ | И и | Й й | Ҋ ҋ/Ј ј | К к | Л л | Ӆ ӆ | М м |
| Ӎ ӎ | Н н | Ӊ ӊ | Ӈ ӈ | О о     | П п | Р р | Ҏ ҏ | С с |
| Т т | У у | Ф ф | Х х | Ц ц     | Ч ч | Ш ш | Щ щ | Ъ ъ |
| Ы ы | Ь ь | Ҍ ҍ | Э э | Ӭ ӭ     | Ю ю | Я я |     |     |

- Долгота гласных передаётся с помощью макрона — горизонтальной черты над буквой:[26] ча̄дзь «вода», ва̄ррь «лес».
- Буква щ употребляется только в именах собственных, заимствованных из русского языка[26].
- ҍ (полумягкий знак), а также гласные ӓ, ӭ указывают на полумягкость предшествующих им согласных д, т, н[26].
В практической транскрипции полумягкость в словах обозначается точкой сверху [˙] справа от согласного: пуэдтӭ [пуэдт˙э], ю̄дтҍ [јӯдт˙].

| 1979 г. | 1982 г. | 1987 г. | МФА        |
| ------- | ------- | ------- | ---------- |
| А а     | А а     | А а     | /a/, /ɑ/   |
| Ӓ ӓ     |         |         |            |
| Б б     | Б б     | Б б     | /b/        |
| В в     | В в     | В в     | /v/        |
| Г г     | Г г     | Г г     | /g/        |
| Д д     | Д д     | Д д     | /d/        |
| Е е     | Е е     | Е е     | /je/, /ʲe/ |
| Ё ё     | Ё ё     | Ё ё     | /jo/,/ʲo/  |
| Ж ж     | Ж ж     | Ж ж     | /ʒ/        |
| З з     | З з     | З з     | /z/        |
|         | Һ һ     | '       | /h/        |
| И и     | И и     | И и     | /i/        |
| Й й     | Й й     | Й й     | /j/        |
|         | Ј ј     | Ҋ ҋ     | /j̊/        |
| К к     | К к     | К к     | /k/        |

| 1979 г. | 1982 г. | 1987 г. | МФА |
| ------- | ------- | ------- | --- |
| Л л     | Л л     | Л л     | /l/ |
| Ӆ ӆ     | Ӆ ӆ     | Ӆ ӆ     | /l̥/ |
| М м     | М м     | М м     | /m/ |
| Ӎ ӎ     | Ӎ ӎ     | Ӎ ӎ     | /m̥/ |
| Н н     | Н н     | Н н     | /n/ |
| Ӊ ӊ     | Ӊ ӊ     | Ӊ ӊ     | /n̥/ |
| Ӈ ӈ     | Ӈ ӈ     | Ӈ ӈ     | /ŋ/ |
| О о     | О о     | О о     | /o/ |
| Ӧ ӧ     |         |         |     |
| П п     | П п     | П п     | /p/ |
| Р р     | Р р     | Р р     | /r/ |
| Ҏ ҏ     | Ҏ ҏ     | Ҏ ҏ     | /r̥/ |
| С с     | С с     | С с     | /s/ |
| Т т     | Т т     | Т т     | /t/ |
| У у     | У у     | У у     | /u/ |

| 1979 г. | 1982 г. | 1987 г. | МФА        |
| ------- | ------- | ------- | ---------- |
| Ф ф     | Ф ф     | Ф ф     | /f/        |
| Х х     | Х х     | Х х     | /x/        |
| Ц ц     | Ц ц     | Ц ц     | /t͡s/       |
| Ч ч     | Ч ч     | Ч ч     | /t͡ʃ/       |
| Ш ш     | Ш ш     | Ш ш     | /ʃ/        |
|         | Щ щ     | Щ щ     | /ɕ/        |
| Ъ ъ     |         |         |            |
| Ы ы     | Ы ы     | Ы ы     | /ɨ/        |
| Ӹ ӹ     |         |         |            |
| Ь ь     |         |         |            |
| Ҍ ҍ     |         |         |            |
| Э э     | Э э     | Э э     | /ɛ/        |
| Ӭ ӭ     | Ӭ ӭ     | Ӭ ӭ     | /ʲe/       |
| Ю ю     | Ю ю     | Ю ю     | /ju/, /ʲu/ |
| Я я     | Я я     | Я я     | /ja/, /ʲa/ |

## Лингвистическая характеристика

### Фонетика и фонология
Пример звучания кильдинского саамского языка возможно услышать здесь.

#### Гласные
В кильдинском саамском 13 гласных; все из них (кроме /ɨ/) противопоставлены по долготе — краткости.
|         | Передние | Передние | Средние | Задние  | Задние |
|         | Краткие  | Долгие   | Краткие | Краткие | Долгие |
| ------- | -------- | -------- | ------- | ------- | ------ |
| Верхние | /i/      | /iː/     | /ɨ/     | /u/     | /uː/   |
| Средние | /ɛ/      | /ɛː/     |         | /o/     | /oː/   |
| Нижние  | /a/      | /aː/     |         | /ɒ/     | /ɒː/   |

В начале слова могут встречаться и долгие, и краткие гласные, в конце слова — только краткие гласные а, э: алльк «сын», лыһкэ «делать». Долгие гласные встречаются только в первом слоге слова.
Долгота гласных в фонологической системе этого языка имеет большое значение и может влиять на смысл слова: ср. нӣссэ «целовать» и ниссэ «сморкаться», па̄гке «спорить» и пагке «ощипывать птицу», нӣввьл «игла» и ниввьл «тина».

##### Дифтонги
В кильдинском саамском языке есть 4 фонологических дифтонга: /ea/ ‹я̄›, /ie/ ‹ē›, /ua/ ‹уа›, /ue/ ‹уэ›; все они являются восходящими, то есть слогообразующим в них является второй компонент. Ранее считалось, что в кильдин-саамском также присутствует дифтонг /oa/ ‹оа›, однако позднее был доказано, что диграф оа используется для записи гласного звука /ɒ/.
Дифтонги встречаются только в первом слоге.

##### Чередования гласных
Для кильдин-саамского языка характерны количественно-качественные чередования гласных при склонении и спряжении слов: гласные могут чередоваться как и с другими гласными (краткими и долгими), так и с дифтонгами. Примеры:
- е̄лле «жить» — я̄ла «(я) живу» — ӣлле «(я) жил(а)»;
- кӯлль «рыба» — куэлла — «(к) рыбе» (дат.-напр. п.);
- суэл «остров» — сӯллэ «острова» (мн. ч.).

#### Согласные
|                           |                | Губные  | Губные | Альвеолярные | Альвеолярные | Палатальные | Палатальные | Велярные | Велярные |
| Твёрдые                   | Мягкие         | Твёрдые | Мягкие | Твёрдые      | Мягкие       | Твёрдые     | Мягкие      |          |          |
| ------------------------- | -------------- | ------- | ------ | ------------ | ------------ | ----------- | ----------- | -------- | -------- |
| Носовые                   | глухие         | m̥       | m̥ʲ     | n̥            | n̥ʲ           |             |             |          |          |
| Носовые                   | звонкие        | m       | mʲ     | n            | nʲ           | ɲ           | ɲ           | ŋ        | ŋʲ       |
| Взрывные                  | придыхательные | ʰp      | ʰpʲ    | ʰt           | ʰtʲ          |             |             | ʰk       | ʰkʲ      |
| Взрывные                  | глухие         | p       | pʲ     | t            | tʲ           |             |             | k        | kʲ       |
| Взрывные                  | звонкие        | b       | bʲ     | d            | dʲ           |             |             | g        | gʲ       |
| Аффрикаты                 | придыхательные |         |        | ʰt͡s          | ʰt͡sʲ         |             | ʰt͡ʃʲ        |          |          |
| Аффрикаты                 | глухие         |         |        | t͡s           | t͡sʲ          |             | t͡ʃʲ         |          |          |
| Аффрикаты                 | звонкие        |         |        | d͡z           | d͡zʲ          |             | d͡ʒʲ         |          |          |
| Фрикативные               | глухие         | f       | fʲ     | s            | sʲ           | ʃ           | ʃʲ          | x        | xʲ       |
| Фрикативные               | звонкие        | v       | vʲ     | z            | zʲ           | ʒ           | ʒʲ          |          |          |
| Дрожащие                  | глухие         |         |        | r̥            | r̥ʲ           |             |             |          |          |
| Дрожащие                  | звонкие        |         |        | r            | rʲ           |             |             |          |          |
| Аппроксиманты             | глухие         |         |        |              |              | j̊           | j̊           |          |          |
| Аппроксиманты             | звонкие        |         |        |              |              | j           | j           |          |          |
| Латеральные аппроксиманты | глухие         |         |        | l̥            | l̥ʲ           |             |             |          |          |
| Латеральные аппроксиманты | звонкие        |         |        | l            | lʲ           | ʎ           | ʎ           |          |          |

1. 1 2  Истинная преаспирация (придыхание) отсутствует в большинстве современных диалектов и социолектов. Вместо этого в большинстве диалектов придыхательные фонемы реализуются с предшествующим глоттальным щелевым [h], например, в слове па̄һк «тундровая гора» /paːʰk/ реализуется как [paːhk]. В других диалектах преаспирация реализуется как предшествующий [ç] для палатализованных фонем и [x] для непалатализованных фонем, например, /paːʰk/ реализуется как [paːxk], а кӣһче «смотреть» /kiːʰt͡ʃʲɛ/ — как [kʲiːçt͡ʃʲe].

- Геминаты встречаются перед всеми согласными, кроме придыхательных[29].

### Морфология

#### Существительное
Существительные в кильдин-саамском могут относиться к семи разным склонением, склоняются по двум числам (единственное и множественное) и девяти падежам. Образование чисел и падежей слито в многосложные суффиксы и даёт некоторое количество одинаковых форм (са̄ннҍ «слово, речь» в множественном числе, винительном и родительном падежах — са̄нҍ). Как и во всех уральских языках, существительные в кильдин-саамском не имеют категории грамматического рода.
| Падеж / Спряж. | Падеж / Спряж. | I           | II        | III       | IV         | V         | VI*             | VII**        | Падеж / Спряж. | Падеж / Спряж. | I            | II          | III             | IV          | V               | VI*          | VII**         |
| -------------- | -------------- | ----------- | --------- | --------- | ---------- | --------- | --------------- | ------------ | -------------- | -------------- | ------------ | ----------- | --------------- | ----------- | --------------- | ------------ | ------------- |
| Ед.ч.          | Им.            | куэсськ     | вуэдт     | нызан     | кнӣга      | пуаз      | пӣӈьк-а (~-энч) | я̄нн-а (~-ам) | Мн.ч.          | Им.            | куэськ       | вуэд        | нызан           | кнӣга       | пӯдз-э          | пӣӈьк-а      | я̄нн-а (~-ам)  |
| Ед.ч.          | Род.           | куэськ      | вуэд      | нызан     | кнӣга      | пӯдз-э    | пӣӈьк-а         | я̄нн-ан       | Мн.ч.          | Вин.           | кӯськ-э      | вуэд-э      | нызн-э, -эе     | кнӣга       | пӯдз-э, -е      | пӣӈьк-а      | я̄нн-эдан      |
| Ед.ч.          | Вин.           | куэськ      | вуэд      | нызан     | кнӣга      | пӯдз-э    | пӣӈьк-а         | я̄нн-ан       | Мн.ч.          | Род.           | кӯськ-этҍ    | вуэд-этҍ    | нызн-этҍ        | кнӣга-тҍ    | пӯдз-этҍ        | пӣӈьк-атҍ    | я̄нн-эдан      |
| Ед.ч.          | Дат.-направ.   | куасск-а    | вӯдт-э    | нызн-э    | кнӣга-е    | пӯдз-ъе   | пӣӈьк-нъе       | я̄нн-ъян      | Мн.ч.          | Дат.-направ.   | кӯськ-этҍ    | вуэд-этҍ    | нызн-этҍ        | кнӣга-тҍ    | пӯдз-этҍ        | пӣӈьк-атҍ    | я̄нн-ъедан     |
| Ед.ч.          | Местн.         | куэськ-эсьт | вуэд-эсьт | нызн-эсьт | кнӣга-сьт  | пӯдз-эсьт | пӣӈьк-асьт      | я̄нн-сан      | Мн.ч.          | Местн.         | кӯськ-энҍ    | вуэд-энҍ    | нызн-энҍ        | кнӣга-нҍ    | пӯдз-энҍ        | пӣӈьк-анҍ    | я̄нн-эсан      |
| Ед.ч.          | Совмест.       | кӯськ-энҍ   | вуэд-энҍ  | нызн-энҍ  | кнӣга-нҍ   | пӯдз-энҍ  | пӣӈьк-анҍ       | я̄нн-энанҍ    | Мн.ч.          | Совмест.       | кӯськ-эгуэйм | вуэд-эгуэйм | нызн-эгуэйм     | кнӣга-гуэйм | пӯдз-гуэйм      | пӣӈьк-агуэйм | я̄нн-эдангуэйм |
| Ед.ч.          | Лишит.         | куэськ-ха   | вуэд-ха   | нызн-аһта | кнӣга-һта  | пӯдз-аһта | пӣӈьк-аһта      | я̄нн-хэнанҍ   | Мн.ч.          | Лишит.         | кӯськ-эха    | вуэд-эха    | нызн-эха, -эеха | кнӣга-ха    | пӯдз-эеха, -эха | пӣӈьк-аха    | я̄нн-эданха    |
| Превр.         | Превр.         | куэсськ-энҍ | вуэдт-энҍ | нызн-энҍ  | кнӣга-нҍ   | пӯдз-энҍ  | пӣӈьк-анҍ       | ?            | -              | -              | -            | -           | -               | -           | -               | -            | -             |
| Числ.          | Числ.          | куэсськ-э   | вуэдт-э   | нызн-эдтӭ | кнӣга-едтӭ | пӯдз-эдтӭ | пӣӈьк-нъедтӭ    | ?            | -              | -              | -            | -           | -               | -           | -               | -            | -             |

*Уменьшительно-ласкательная форма (пӣӈӈк «ветер», пӣӈьк(энч) «ветерок»)
**Притяжательная форма 1-го лица (е̄ннҍ «мать», я̄нна(м) «моя мать, мамочка»). Кильдин-саамский язык утратил регулярную форму склонения притяжательных существительных. Сегодня её можно увидеть лишь в некоторых словах, обозначающих степень родства, например в слове я̄нна выше (форма я̄ннам является более архаичной).
Некоторые носители смешивают спряжения, в частности слова VI и VII спряжений могут быть склонены как обычные слова без уменьшительно-ласкательного или притяжательного суффикса (наприм. пӣӈька и я̄нна в местном падеже могут выглядеть как пӣӈкэсьт и е̄нӭсьт, являясь в сущности формами парадигм слов пӣӈӈк и е̄ннҍ).
Существует краткая форма локатива -эсьт — -эсь, где последняя форма является более поздней. Разница в их использовании, вероятно, диалектная.

##### Притяжательные аффиксы
Кильдинский саамский язык, как и большинство остальных саамских языков, обладает притяжательными формами склонения местоимений, которые, однако, на сегодняшний день используются только в качестве устойчивых слов, выражающих родственные отношения (я̄нна — «мама, мамочка», изначально я̄нна(м) — «моя мать»), при этом в подавляющем большинстве случаев склоняясь по стандартной схеме вместо особой парадигмы для притяжательных окончаний. Ещё полвека назад, однако, они полноправно присутствовали в языке как минимум в сиййте (деревне) Воронье: так, в книге «Саамский язык (кильдинский диалект)» Г. М. Керта 1971 года издания, составленной по вороньинскому диалекту кильдин-саамского языка, притяжательные окончания описываются без упоминания об их исчезновении из употребления в речи носителей.

###### Таблица притяжательных окончаний кильдин-саамского языка:[30]
| Лицо | Обладатель/обладаемое               | Падеж         | Падеж         | Падеж         | Падеж                   | Падеж           | Падеж                                  | Падеж                        | Падеж           |
| Лицо | Обладатель/обладаемое               | Именительный  | Родительный   | Винительный   | Дательно-направительный | Исходно-местный | Совместный                             | Лишительный                  | Изобразительный |
| ---- | ----------------------------------- | ------------- | ------------- | ------------- | ----------------------- | --------------- | -------------------------------------- | ---------------------------- | --------------- |
| 1-е  | Один обладатель, одно обладаемое    | -а(м) -ан     | -ан           | -ан           | -(ъе)сан                | -сан            | -эсан/-есан                            | -хэнан -анха                 | -ъян            |
| 1-е  | Один обладатель, много обладаемых   | -а(м) -ан     | -эдан/-едан   | -эдан/-едан   | -ъедан                  | -эсан/-есан     | -ангуйм -эдангуйм/-едангуйм            | -ъяхтэнан -эданха/-еданха    | -эдан/-едан     |
| 1-е  | Много обладателей, одно обладаемое  | -а(м) -ан     | -эдан/-едан   | -эдан/-едан   | -эдан/-едан             | -эсан/-есан     | -ангуйм -эдангуйм/-едангуйм            | -ъяхтэнан -эданха/-еданха    | -ъедан          |
| 1-е  | Много обладателей, много обладаемых | -эдан/-едан   | -эдан/-едан   | -эдан/-едан   | -ъедан                  | -эсан/-есан     | -ангуйм -эдангуйм/-едангуйм            | -ъяхтэнан -эданха/-еданха    | -ъедан          |
| 2-е  | Один обладатель, одно обладаемое    | -ат           | -ат           | -ат           | -(ъе)сант               | -сант           | -эсант/-есант                          | -хэнант -антха               | -ъянт           |
| 2-е  | Один обладатель, много обладаемых   | -ант          | -эдант/-едант | -эдант/-едант | -ъедант                 | -эсант/-есант   | -анткуйм -эданткуйм/-еданткуйм         | -ъяхтэнант -эдантха/-едантха | -ъедант         |
| 2-е  | Много обладателей, одно обладаемое  | -ант          | -эдант/-едант | -эдант/-едант | -эдант/-едант           | -эсант/-есант   | -анткуйм -эданткуйм/-еданткуйм         | -ъяхтэнант -ъедантха         | -ъедант         |
| 2-е  | Много обладателей, много обладаемых | -эдант/-едант | -эдант/-едант | -эдант/-едант | -эдант/-едант           | -эсант/-есант   | -анткуйм -эданткуйм/-еданткуйм         | -ъяхтэнант -ъедантха         | -ъедант         |
| 3-е  | Один обладатель, одно обладаемое    | -эсь/-есь     | -эсь/-есь     | -эсь/-есь     | -ъесь                   | -эсан/-есан     | -энэсь/-енэсь                          | -хэнэсь -эсьха/-есьха        | -ъясь           |
| 3-е  | Один обладатель, много обладаемых   | -эдэсь/-едэсь | -эдэсь/-едэсь | -эдэсь/-едэсь | -ъедас                  | -эсэсьт/-есэсьт | -эсьуйм/-еськуйм -энэськуйм/-енэськуйм | -ъяхтэнэсь -эдэсьха/-едэсьха | -ъедэсь         |
| 3-е  | Много обладателей, одно обладаемое  | -эдэсь/-едэсь | -эдэсь/-едэсь | -эдэсь/-едэсь | -эдэсь/-едэсь           | -эсэсь/-есэсь   | -эсьуйм/-еськуйм -энэськуйм/-енэськуйм | -ъяхтэнэсь -ъедэсьха         | -ъедэсь         |
| 3-е  | Много обладателей, много обладаемых | -эдэсь/-едэсь | -эдэсь/-едэсь | -эдэсь/-едэсь | -эдэсь/-едэсь           | -эсэсь/-есэсь   | -эсьуйм/-еськуйм -энэськуйм/-енэськуйм | -ъяхтэнэсь -ъедэсьха         | -ъедэсь         |

Склонения на примере слова пуаз («домашний северный олень»):
| Именительный                                  | Именительный                                                 | Именительный                                                          | Родительный падеж                      | Родительный падеж                       | Родительный падеж                                                    |
| Лицо                                          | Единственное число                                           | Множественное число                                                   | Лицо                                   | Единственное число                      | Множественное число                                                  |
| --------------------------------------------- | ------------------------------------------------------------ | --------------------------------------------------------------------- | -------------------------------------- | --------------------------------------- | -------------------------------------------------------------------- |
| 1-е лицо                                      | пуазам/пуазан «мой/наш олень» пудзам/пудзан                  | пуазам/пуазан «мой/наш олень» пудзам/пудзан                           | 1-е лицо                               | пуазан «моего оленя» пудзан             | пуазэдан «нашего оленя» пудзэдан                                     |
| 2-е лицо                                      | пуазат «твой олень» пудзат                                   | пуазант «ваш олень» пудзант                                           | 2-е лицо                               | пуазат «твоего оленя» пудзат            | пуазант «вашего оленя» пудзант                                       |
| 3-е лицо                                      | пуазэсь «его/её олень» пудзэсь                               | пуазэдэсь «их олень» пудзэдэсь                                        | 3-е лицо                               | пуазэсь «его/её оленя» пудзэсь          | пуазэдэсь «их оленя» пудзэдэсь                                       |
| Винительный падеж                             | Винительный падеж                                            | Винительный падеж                                                     | Исходно-местный падеж (Инессив-элатив) | Исходно-местный падеж (Инессив-элатив)  | Исходно-местный падеж (Инессив-элатив)                               |
| 1-е лицо                                      | пуазан «моего оленя» пудзан                                  | пуазэдан «нашего оленя» пудзэдан                                      | 1-е лицо                               | пуазсан «из/в моём олене» пудзсан       | пуазэсан «из/в нашем олене» пудзэсан                                 |
| 2-е лицо                                      | пуазат «твоего оленя» пудзат                                 | пуазант «вашего оленя» пудзант                                        | 2-е лицо                               | пуазсант «из/в твоём олене» пудзсант    | пуазэсант «из/в вашем олене» пудзэсант                               |
| 3-е лицо                                      | пуазэсь «его/её оленя» пудзэсь                               | пуазэдэсь «их оленя» пудзэдэсь                                        | 3-е лицо                               | пуазсэсьт «из/в его/её олене» пудзсэсьт | пуазэсэсьт «из/в их олене» пудзсэсьт                                 |
| Дательно-направительный падеж (Датив-иллатив) | Дательно-направительный падеж (Датив-иллатив)                | Дательно-направительный падеж (Датив-иллатив)                         | Изобразительный падеж (Эссив)          | Изобразительный падеж (Эссив)           | Изобразительный падеж (Эссив)                                        |
| 1-е лицо                                      | пуазсан «в/к моему оленю» пудзъесан                          | пуазъедан «в/к нашему оленю» пудзъедан                                | 1-е лицо                               | пуазъян «моим оленем» пудзъян           | пуазъедан «нашим оленем» пудзъедан                                   |
| 2-е лицо                                      | пуазсант «в/к твоему оленю» пудзсант                         | пуазъедант «в/к вашему оленю» пудзъедант                              | 2-е лицо                               | пуазъянт «твоим оленем» пудзъянт        | пуазъедант «вашим оленем» пудзъедант                                 |
| 3-е лицо                                      | пуазъяс «в/к его/её оленю» пудзъяс                           | пуазъедас «в/к их оленю» пудзъедас                                    | 3-е лицо                               | пуазъесь «его/её оленем» пудзъесь       | пуазъедэсь «их оленем» пудзъедэсь                                    |
| Лишительный падеж (Абессив)                   | Лишительный падеж (Абессив)                                  | Лишительный падеж (Абессив)                                           | Совместный падеж (Комитатив)           | Совместный падеж (Комитатив)            | Совместный падеж (Комитатив)                                         |
| 1-е лицо                                      | пуазхэнан/пуазанха «без моего оленя» пудзхэнан/пудзанха      | пуазъяхтэнан/пуазэданха «без нашего оленя» пудзхэнан/пудзданха        | 1-е лицо                               | пуазэнан «с моим оленем» пудзэнан       | пуазангуйм/пуазэдангуйм «с нашим оленем» пудзангуйм/пудзэдангуйм     |
| 2-е лицо                                      | пуазхэнант/пуазантха «без твоего оленя» пудзхэнант/пудзантха | пуазъяхтэнант/пуазэдантха «без вашего оленя» пудзъяхтэнант/пудздантха | 2-е лицо                               | пуазэнант «с твоим оленем» пудзэнант    | пуазанткуйм/пуазэданткуйм «с вашим оленем» пудзанткуйм/пудзэданткуйм |
| 3-е лицо                                      | пуазхэнэсь/пуазэсьха «без моего оленя» пудзхэнэсь/пудзэсьха  | пуазъяхтэнэсь/пуазэдэсьха «без их оленя» пудзъяхтэнэсь/пудзэдэсьха    | 3-е лицо                               | пуазэнэсь «с его/её оленем» пудзэнэсь   | пуазэськуйм/пуазэнэськуйм «с их оленем» пудзэськуйм/пудзэнэськуйм    |

## История изучения
В 1557 году английский мореплаватель Стивен Барроу во время пребывания в устье реки Иоканга встретил группу саамов и собрал маленький словарь (95 слов). Этот документ является старейшим источником для изучения саамских языков.
В 1883 году на базе материалов, собранных Арвидом Генетцом, венгерский учёный Игнац Халас публикует Orosz-lapp nyelvtani vázlat («Очерк грамматики русских лопарей»), где даётся описание грамматики и краткое описание фонетики кильдинского саамского языка.
В 1891 году выходит Kuollan Lapin murteiden sanakirja ynnä kielennäytteitä («Словарь и образцы языка наречий кольских саамов»), где даются слова и образцы языков кольских саамов, в число которых входит и кильдинский саамский язык.
В 1916 году под авторством Тойво Итконена была выпущена монография Venäjänlapin konsonanttien astevaihtelu («Чередование ступеней согласных в языке саамов России»), в которой описывается наличие в саамских языках Кольского полуострова трёх ступеней чередования.
В 1939 году Эркки Итконеном публикуется исследование Der ostlappische Vokalismus vom qualitativen Standpunkt aus («Восточно-саамский вокализм с квалитативной точки зрения»). В 1946 году, в качестве продолжения предыдущей работы, выходит монография Struktur und Entwicklung der ostlappischen Quantitätssysteme («Структура и развитие восточносаамской квантитативной системы»), где характеризуется соотношение гласных и согласных звуков, подробно рассматривается соотношение долгот первого и второго слогов. Труд покрывает три языка (кильдин-саамский, колтта-саамский и инари-саамский).
В начале XX-го века при поддержке Финно-угорского общества Тойво Итконен собрал лингвистический материал Восточной Лапландии, на основе которого в 1958 году был выпущен Koltan- ja kuolanlapin sanakirja ("Словарь колтта- и кольско-саамского"), содержащий более 7000 лексем колтта-саамского и языков Кольского полуострова, в число которых входит и кильдинский саамский. Переводы в словаре приводятся на немецком и финском языках.
В 1933 году появляется букварь Захария Ефимовича Чернякова на латинской основе, в 1934—1935-х годах появляются переводы учебников для начальных школ и книг для чтения.
В 1937 году, после перевода письменности языков Крайнего севера на базу русской графики, появляется букварь Александра Гавриловича Эндюковского на кириллической основе. В этом же году выходит его статья Саамский (лопарский) язык, где в том числе описывается фонетика, морфология, синтаксис и лексика кильдинского саамского. На основе кильдинского саамского языка формируется литературный стандарт для всех саамских языков Кольского полуострова (в т. ч. нотозерского диалекта колтта-саамского, терско-саамского и бабинского саамского, которые и ныне считаются на территории России диалектами единого саамского или кольско-саамского языка).
Из-за второй мировой войны изучение кильдинского и других саамских языков Кольского полуострова приостановилась.
В 1961 году под авторством Георгия Мартыновича Керта был выпущен труд «Образцы саамской речи», в котором был собран фольклорный материал кольских саамов (говора сёл Ловозеро, Умбозеро, Воронье и Териберка (кильдинский саамский), Чальмны-Варрэ и Йоканьга (терско-саамский)). Тексты записаны в упрощённом варианте уральского фонетического алфавита, имеются переводы на русский язык.

## Википедия на кильдинском саамском языке
В марте 2011 года в инкубаторе Википедии был создан раздел на кильдинском саамском языке. Инициатором её создания выступил участник Википедии на русском языке Евгений Лазарев.

### Комментарии
1. ↑  Программы бакалавриата 44.03.01 «Педагогическое образование - Этнофилологическое образование», 44.03.05 «Педагогическое образование (с двумя профилями подготовки) - Образование в области родного языка и литературы коренных малочисленных народов Севера, Сибири и Дальнего Востока Российской Федерации, Образование в области русского языка и литературы», 44.03.05 «Педагогическое образование (с двумя профилями подготовки) - Этнокультурологическое образование, Историческое образование»